# 1,5-二羟基蒽醌
1,5-二羟基蒽醌是一种有机化合物，化学式为(C
6H
3OH)
2(CO)
2，它是二羟基蒽醌的同分异构体之一，为橙色固体。它是传统中药的成分之一。它可以和过渡金属螯合配位。